# Starbuck Crater
Der Starbuck Crater ist ein kleiner und vereister Vulkankrater im westantarktischen Marie-Byrd-Land. Er ragt an der Basis des Westhangs des Mount Bursey-Massivs in der Flood Range auf.
Der United States Geological Survey kartierte ihn anhand eigener Vermessungen und Luftaufnahmen der United States Navy aus den Jahren von 1959 bis 1966. Das Advisory Committee on Antarctic Names benannte ihn 1974 nach James E. Starbuck von der Bartol Research Foundation des Franklin Institute, der 1970 auf der Amundsen-Scott-Südpolstation die Kosmische Strahlung untersucht hatte.